# Food Safety and Inspection Service

Logo des United States Department of Agriculture

Der Food Safety and Inspection Service (FSIS) ist eine Behörde des Landwirtschaftsministeriums der Vereinigten Staaten (USDA) und ist die für die öffentliche Gesundheit die zuständige Aufsichtsbehörde, die dafür sorgt, dass das kommerziell Angebotenes Fleisch-, Geflügel- und Eiprodukten in den Vereinigten Staaten sicher, gesund und korrekt gekennzeichnet und verpackt ist. Die Befugnisse des FSIS ergeben sich aus dem Federal Meat Inspection Act von 1906, dem Poultry Products Inspection Act von 1957 und dem Egg Products Inspection Act von 1970. Der FSIS agiert auch als nationale Gesundheitsbehörde und ist für die Sicherheit von öffentlichen Lebensmittelbetrieben sowie für die Untersuchung von Unternehmen zuständig.
Lebensmittel, die in den Zuständigkeitsbereich des FSIS fallen und somit der Inspektion unterliegen, sind solche, die mehr als 3 % Fleisch oder 2 % Geflügelprodukte enthalten, mit einigen Ausnahmen, sowie Eiprodukte (flüssig, gefroren oder getrocknet). Eier, Fleisch- und Geflügelprodukte, die nicht in den Zuständigkeitsbereich der FSIS fallen, fallen in die Zuständigkeit der United States Food and Drug Administration (FDA). Das FSIS wird vom Under Secretary of Agriculture for Food Safety geleitet.

## Geschichte
Die Mutterorganisation des FSIS, das US-Landwirtschaftsministerium, wurde 1862 von Präsident Abraham Lincoln gegründet. Harvey W. Wiley, der 1883 zum Chefchemiker des USDA ernannt wurde, widmete seine Karriere dem Kampf gegen lebensmittelbedingte Krankheiten, indem er sich unter anderem für den Pure Food and Drug Act einsetzte. Es dauerte jedoch bis 1905, bis das Gesetz aufgrund des technologisch ermöglichten rasanten Wachstums der Fleischindustrie und der Veröffentlichung des Buches The Jungle, in dem die Fleischindustrie und ihre Arbeitsbedingungen detailliert beschrieben wurden, verabschiedet wurde. Der Hauptzweck des Pure Food and Drug Act lag im Verbot des ausländischen und zwischenstaatlichen Handels mit gepanschten und falsch etikettierten Lebensmitteln und in der Anweisung an das U.S. Bureau of Chemistry, Lebensmittelprodukte zu inspizieren und Zuwiderhandelnde an die Staatsanwaltschaft zu verweisen. Es stellte auch einen wichtigen Schritt zur Schaffung der Food and Drug Administration dar. Am selben Tag wurde der Federal Meat Inspection Act (FMIA) verabschiedet, der den Verkauf von gepanschtem oder falsch gekennzeichnetem Fleisch und Fleischprodukten verbot und festlegte, dass die Schlachtung von Tieren zum Zweck der Fleischproduktion unter bestimmten hygienischen Bedingungen erfolgen musste.
Mit der Verabschiedung des Egg Products Inspections Act von 1970 wurde die Inspektion von Eiern und Eiprodukten in den Aufgabenbereich des USDA aufgenommen. Nach der Reorganisation des landwirtschaftlichen Forschungsdienstes des USDA wurde 1977 der Food Safety and Quality Service geschaffen, der die Verantwortung für die Fleisch- und Geflügelsortierung sowie die Inspektionen übernahm. Nur vier Jahre später wurde er reorganisiert und in den Food Safety and Inspection Service (FSIS) umbenannt, unter dem die Behörde auch heute noch bekannt ist. 